# Dionísio Cerqueira
Dionísio Cerqueira là một đô thị thuộc bang Santa Catarina, Brasil. Đô thị này có diện tích 377,704 km², dân số năm 2007 là 14792 người, mật độ 38,8 người/km².